# Anna Särström
Anna Maria Särström, som gift Anna Gustafsson, född 1 juni 1873 i Norrköpings Hedvigs församling, Östergötlands län, död 6 januari 1954 i Norrköpings Östra Eneby församling, Östergötlands län, var en svensk textilarbetare, facklig och kvinnopolitisk pionjär. Hon var en av de kvinnliga pionjärerna inom den svenska arbetarrörelsen.
Hon var ordförande i textilarbetareförbundets avd 7 i Norrköping, ledamot av platsstyrelsen 1907–1909, ordförande och styrelseledamot i den socialdemokratiska kvinnoklubben i Norrköping, ordförande i kvinnodistriktet 1925–1927, och ombud vid Textilarbetareförbundets kongresser 1906 och 1908.

## Biografi
Anna Särström växte upp i en textilarbetarfamilj i Norrköping. Hon var äldst i en syskonskara på fyra. Fadern, Alfred Rudolf Särström, var gardist vid Livgardet till häst, men försörjde sig senare som vävare. Modern Maria Charlotta dog då Anna Särström var 13 år. Vid 14 års ålder började hon arbeta vid Norrköpings Bomullsväfveri AB. Snart blev hon bomullsväverska, och var även tidvis städerska.

### Facklig verksamhet
Då hon hade varit anställd några år sänkte bomullsväveriet lönebonusen. Missnöjet pyrde bland väverskorna. Den 2 april 1890 lämnade de vävstolarna och samlades på fabriksgården för att framföra sina synpunkter till företagsledningen. När Anna Särström och hennes arbetskamrater inte fick igenom sina krav gick de ut i en spontan strejk. Det fanns ingen fackförening som kunde organisera dem. I stället trädde den socialistiska arbetarklubben in och styrde strejken. Efter tre veckor gick de 500–600 kvinnorna segrande ur striden. Framgången vid bomullsväveriet startade en strejkvåg i Norrköping under senvåren och sommaren 1890. Den bidrog också till att Anna Särström och många andra arbetarkvinnor skolades in i den framväxande arbetarrörelsen.
Den tidiga fackföreningsrörelsen var helt manligt dominerad, men år 1905 bildade bomullsväverskorna Avdelning 7 av Svenska Textilarbetareförbundet. Den första ordföranden var Anna Särström. Hon fortsatte som ordförande till 1910 och var därefter styrelsemedlem fram till år 1914. Under hennes ledning lyckades avdelningen år 1907 driva igenom det första kollektivavtalet. Hon ledde inte enbart fackföreningen på arbetsplatsen utan var åren 1906–1911 den enda kvinnliga styrelsemedlemmen i Norrköpings Textilarbetares Samorganisation (Platsstyrelsen). Dessutom var hon aktiv som kongressombud 1906 och 1908. Förbundet var lika manligt dominerat som den lokala organisationen i Norrköping. År 1906 var fyra av 30 ombud kvinnor. Ett par år senare, 1908, var 25 av 134 ombud kvinnor.
Den fackliga rörelsen expanderade snabbt under högkonjunkturen i början av 1900-talet, men 1908 vände konjunkturerna nedåt och året därpå stod landets företagare med stora osålda lager. De valde då att provocera fram den storkonflikt som de ansåg att de behövde ta med arbetarna. Under storstrejken år 1909 organiserades konflikten lokalt av storstrejksutskott. I Norrköping bestod det av 14 representanter för olika fackföreningar. Den enda kvinnan bland dem var Anna Särström.
Strejken 1909 slutade i ett förödande nederlag. Strejkledarna svartlistades av företagen och stängdes på så sätt ute från arbetsmarknaden. Många tvingades emigrera. Anna Särström försörjde sig på städning och liknande tillfälliga arbeten fram till år 1912 då hon tillfälligt anställdes som agitator av Svenska Textilarbetareförbundet, för att organisera de kvinnliga textilarbetarna runt om i landet. Hon hade flera gånger tidigare påpekat att kvinnliga agitatorer behövdes för att organisera kvinnor.
Samma år gifte hon sig med hamnarbetaren Axel Gustafsson och bytte då enligt tidens sed namn till Anna Gustafsson. Under några år var hon hemmafru och skötte hushållet åt sin make. I hushållet ingick också Axels styvdotter, Johanna Elvira Lundström, och dennas son Erik Birger, född 1902. Utöver hushållsarbetet bidrog Anna Särström till hushållsekonomin genom städarbeten.

### Socialdemokrat
Eftersom Anna Särström var bannlyst från textilindustrin kunde hon inte fortsätta arbeta fackligt. I stället arbetade hon med den socialdemokratiska kvinnoklubben. Hon hade 1906 varit med och bildat Norrköpings Socialdemokratiska Kvinnoklubb, där hon blev både styrelseledamot och ledande medlem. Som sådan representerade hon avdelningen vid de socialdemokratiska kvinnokonferenserna före första världskriget. 
År 1924 var Anna Särström med och startade kvinnodistriktet i Östergötland. Åren 1925–1927 var hon dess ordförande. En fråga som Anna Särström och kvinnoklubben i Norrköping särskilt drev var rätten till sexualupplysning och till preventivmedel, eftersom stora familjer var en tung börda för dubbelarbetande arbetarkvinnor. Frågan var kontroversiell och ledde till långa debatter.

## Eftermäle
Anna Särström var en av kvinnohistoriens organisationsbyggare, som verkade under svåra omständigheter för att förbättra arbetarkvinnornas villkor. Själv levde hon fattigt och bodde med maken i en enrumslägenhet. Maken dog 1945 och själv avled Anna Särström på Sandbyhovs ålderdomshem år 1954.
Anna Särström har fått en spårvagn i Norrköping uppkallad efter sig, liksom en gata, Anna Särströms gata.